# Pálfi Éva
Pálfi Éva (Zalaegerszeg, 1972. december 5. -) brandstylist iparművész, női marketing szakértő, a B2W alapító tulajdonosa. Módszertanát, a Brand Stílus és Karakterelméletet 2017 júniusában vette oltalom alá a Szellemi Tulajdon Nemzeti Hivatala[forrás?]. Folyamatosan kutatja, teszteli a női vásárlási szokásokat online és offline.

## Élete
Pécsen a Művészeti Középiskolában érettségizett 1991-ben. 1991-1998 között a Janus Pannonius Tudományegyetem bölcsész hallgatója, közben 1993-1998 a Moholy-Nagy Művészeti Egyetem divat- és textiltervezés MA szakos hallgatója volt. 1998-2001-ig a Moholy-Nagy Művészeti Egyetem DLA hallgatója.
1998-tól kkv és multi cégeknek tervez vizuális marketinget, elsősorban női célcsoportra.
2018-ban létrehozta a B2W (business-to-woman, Szellemi Tulajdon Nemzeti Hivatala lajstromszám: 225.408 2018.01.24.) márkát, értékteremtő közösséget, tudatos kommunikációt a nőkért és a női fogyasztókra célzó cégekért. Nevéhez fűződik a B2W Tudatos Kommunikáció 22 pontos Manifesztuma. 2018 szeptemberében került megrendezésre az első B2W Fesztivál melynek célja, hogy hiteles, valós, minőségi és felelős marketingkommunikációt hozzon létre úgy, hogy a fókuszban a női célpiac áll.

## Könyvei
- Pálfi Éva: Stílusos Márkastratégia Csúcshatásra Tervezve. Budapest, Moare Design Kft., 2016. ISBN 978-963-12-6632-0
- Pálfi Éva: Vállalkozásból Világmárka. Budapest, Moare Design Kft., 2017. ISBN 978-963-12-9593-1
- Pálfi Éva: Hogyan Adj El Nőknek B2W?. Budapest, Moare Design Kft., 2018. ISBN 978-615-00-1391-6

## Kiállítások, publikációk
- Értékesítők Napja 5.0 - előadás és kiállítás (2018)
- Marketing Expo - rendezvény online és offline tervezése, előadás és kiállítás (2018)
- B2W Fesztivál - Pálfi Éva saját rendezvénye, előadás és kiállítás (2018)
- Marketing Szuperkonferencia / Marketing Commando - előadás (2018)
- Business Smart[1] - előadás és kiállítás (2018)
- "Hogyan adj el B2W?" könyvbemutató - Marketing Nőknek rendezvény (2018)
- Marketing Nőknek - Pálfi Éva Stílusakadémia saját rendezvény, 3. könyvbemutató (2018)
- Brand Tervező Nap[2] - Pálfi Éva Stílusakadémia saját rendezvény (2018)
- "Vállalkozásból Világmárka" könyvbemutató – Marketing Expo / Marketing Commando (2017)
- "Brand Stílus és Karakterelmélet" – Pálfi Éva saját tervezési módszerét 2017. júniusában vette oltalom alá a Magyar Szabadalmi Hivatal (2017)
- Marketing Expo / Marketing Commando - rendezvény online és offline tervezése, előadás és kiállítás, 2. könyvbemutató (2017)
- I. Junior Expo Dunaszerdahely - előadás és kiállítás (2017)
- Marketing Szuperkonferencia 2017 - teljes offline kollekció tervezése (2017)
- Így lesz eredményes online design stratégiád: Trendi inspirációk, UX és UI trükkök, egyedi, vevővonzó megjelenés! – előadás és kiállítás Ecommerce Expo (2017)
- "Stílusos Márkastratégia" könyvbemutató – Marketing Expo / Marketing Commando (2016)
- Blogolsz? Alkotsz? Saját márkád van? Mutasd meg magad szirupmentesen 2016 legtrendibb online inspirációival! - előadás és kiállítás  Womanity Fesztivál (2016)
- Lucky Vampire Gang, Moare – Sziget Fesztivál, sajtómegjelenések és publikációk (2006-2016)
- Babamama expo – Papp László Sportaréna (2009-2012)
- Motiv – Irodaszer illusztráció, teljes kollekció, katalógus (2009)
- Fashion for Women – illusztrációk/web, kiadványok (2007)
- Ars Una – Irodaszer illusztráció, katalógus (2006)
- Fashion for Women – illusztrációk/web, kiadványok (2006)
- Ego Sport – divatbemutató, katalógus, sajtó (2003-2004)
- Nana Jeans – BDN szezononkénti kiállítások, publikációk (2003)
- Thomas Jeans – BDN szezononkénti kiállítások, publikációk (2000-2003)
- Griff Gentlemen’s - szezononkénti katalógusok, sajtó megjelenések, interjúk (1999)
- Break „21” fesztivál (Ljubljana) – kapszula kollekció divatbemutató (1998)
- Péter Pál Galéria – csoportos iparművészeti kiállítás (1998)
- Break „21” fesztivál (Ljubljana) – kapszula kollekció divatbemutató (1997)
- Armada (Vilnius) Nemzetközi divatfesztivál – „Legjobb kollekció” Nagydíja (1997)
- Mittelmoda Premio ’97 (Olaszország) – kapszula kollekció divatbemutató (1997)
- Shin Won (Szöul) „7TH Ebenezer International Fashion Design Contest” - kapszula kollekció divatbemutató (1996)
- Mittelmoda Premio ’96 (Olaszország) – kapszula kollekció divatbemutató (1996)
- Max Magazin (Olaszország) – jeans redesign (1996)
- Iparművészeti Múzeum – csoportos iparművészeti divatbemutató (1996)
- Magyar Divattervezők Nagydíja – kapszula kollekció (1996)
- „Malév 50” (Pesti Vígadó) – Különdíj (1996)
- Cresphi Trophy (Milánó) – műbőrpályázat, Collezioni és Vogue megjelenés (1994)
- Fashion Fair – logo (1992)
- Mecénás Galéria (Zalaegerszeg) – csoportos művészeti kiállítás (1991)
- Műcsarnok (Budapest) – csoportos divattörténeti kiállítás (1991)
- Kereskedelmi és Vendéglátóipari Főiskola – divatrajz pályázat II. díj (1990)
- Bőrparádé (Pesti Vígadó) – kapszula bőrruházati kollekció divatbemutató (1989)
- IH (Pécs) – csoportos művészeti kiállítás (1989)
- IH (Pécs) – önálló művészeti kiállításkiállítás (1989)
- Tölgyfa Galéria (Budapest) – csoportos textilművészeti kiállítás (1989)
- Air France (Duna Intercontinental) – divatverseny divatbemutató (1988)
- IH (Pécs) – önálló kiállítás (1988)
- Air France (Duna Intercontinental) – divatverseny divatbemutató (1987)